# McShay
McShay est un cultivar de pommier domestique (Malus Pumila McShay).

## Origine
1988, USA

## Parenté
La pomme McShay résulte du croisement McIntosh × PRI 612-4

## Maladies
La variété McShay possède le gène Vf de résistance aux races communes de tavelure du pommier. Ce gène provient du Malus Floribunda Sied. 821.

## Culture
Sa résistance aux maladies en fait une variété appropriée à l'agriculture et à l'horticulture respectueuses de l'environnement.